# Região 6 (Territórios do Noroeste)
Região 6 é o nome que se dá a uma das seis divisões estabelecidas pelo Departamento de Estatística do Canadá para os Territórios do Noroeste. Foi introduzido pelo censo canadense de 2011, juntamente com as regiões um, dois, três, quatro e cinco, resultando na abolição nas divisões das divisões censuárias de Fort Smith e Região de Inuvik (a última não confundir com a região administrativa de Inuvik). É a região mais populosa do território e a que concentra a capital, Yellowknife. 
Sua população é de 19 444 habitantes e sua área é de 184 903,78 km²

## Comunidades

### Cidades
- Yellowknife

### Assentamentos
- Dettah

## Ligações Externas
- Mapa da Região 6